# Скуилаче
Скуила̀че (на италиански: Squillace) е малко градче и община в Южна Италия, провинция Катандзаро, регион Калабрия. Разположено е на 344 m надморска височина. Населението на общината е 3450 души (към 2012 г.).
В общинската територия се намират останките на древноримския град Скилациум. Покровител на града е свети Акакий Кападокийски, чиито мощи са погребани там.